# Oxid de crom (II)
Oxidul de crom (II) este un compus anorganic cu formula chimică CrO, fiind compus dintr-un atom de crom și unul de oxigen.  Este o substanță neagră, care cristalizează în sistemul cubic, asemănător clorurii de sodiu. 
Hipofosfiții pot reduce oxidul de crom (III) la oxid de crom (II):
H3PO2 + 2 Cr2O3 → 4 CrO + H3PO4

## Proprietăți chimice
La 100 ° C se transformă în Cr2O3 :
4CrO + O2 = 2Cr2O3
Se reduce cu hidrogenul formând crom metalic la 1000 ° C:
CrO + H2 = Cr + H2O
De asemenea, se poate reduce și cu carbon:
CrO + C = Cr + CO
Reacționează cu acidul clorhidric cu formare de hidrogen și clorură de crom (III).